# Scott 4

《Scott 4》는 1969년에 발매된 스콧 워커의 음반이다. 필립스 레코드에 의해 발매되었고, 스콧 엥겔(Scott Engel)이란 이름이 사용됐다. 발매 당시엔 차트에 진입하지 못하며 상업적으로 실패했지만, 지금은 스콧 워커의 명반들 중 하나로 평가받는다.
| 전문가 평가                   | 전문가 평가 |
| 평가 점수                     | 평가 점수   |
| 출처                          | 점수        |
| ----------------------------- | ----------- |
| AllMusic                      | [ 1 ]       |
| Pitchfork                     | 9.0/10      |
| Trouser Press                 | favorable   |
| Encyclopedia of Popular Music | [ 4 ]       |

## 설명
스콧 워커의 5번째 솔로 앨범이다. 이전 솔로 앨범과는 다르게 그의 자작곡으로만 구성되었으며, 스콧 엥겔이란 이름으로 발매되었다. 앨범은 발매 후 차트에 진입하지 못한 채 복잡하고 혼란스러운 반응 속에서 발매하고 몇 주 후에 시장에서 사라지며 상업적으로 실패했다. 이에 그는 술에 손대기 시작했고 자살을 고민했다. 또한 이후의 스튜디오 음반들은 스콧 워커로 발매됐으며, 다음 앨범인 'Til the Band Comes In도 실패하자 그 뒤 그는 Nite Flights 앨범 이전까지 자작곡을 앨범에 수록하지 않았다.
첫 번째 곡인 ‘The Seventh Seal’은 그가 좋아하던 영화 제7의 봉인을 바탕으로 했다.

## 평가
올뮤직에선 4.5점을 부여했으며, 피치포크에선 10점 만점의 9점을 부여했다. 죽기 전에 꼭 들어야 할 앨범 1001에도 수록됐다. 어클레임드 뮤직에선 1969년 26위, 1960년대 84위, 올타임 509위로 순위가 나왔다. 콜린 라킨의 저서 ‘올타임 탑 1000 앨범’ 제3판(2000)에선 760위로 선정됐다. 피치포크는 본인이 선정한 1960년대 최고의 앨범 200개에서 이 앨범을 45위로 두었다.

## 곡 목록
전체 작사·작곡: 스콧 워커
| #  | 제목                          | 재생 시간 |
| -- | ----------------------------- | --------- |
| 1. | 〈The Seventh Seal〉          | 4:58      |
| 2. | 〈On Your Own Again〉         | 1:48      |
| 3. | 〈The World's Strongest Man〉 | 2:21      |
| 4. | 〈Angels of Ashes〉           | 4:22      |
| 5. | 〈Boy Child〉                 | 3:38      |

| #            | 제목                                                                 | 재생 시간 |
| ------------ | -------------------------------------------------------------------- | --------- |
| 1.           | 〈Hero of the War〉                                                  | 2:29      |
| 2.           | 〈The Old Man's Back Again (Dedicated to the Neo-Stalinist Regime)〉 | 3:43      |
| 3.           | 〈Duchess〉                                                          | 2:51      |
| 4.           | 〈Get Behind Me〉                                                    | 3:14      |
| 5.           | 〈Rhymes of Goodbye〉                                                | 3:04      |
| 총 재생 시간 | 총 재생 시간                                                         | 32:28     |